# بروتين سكري-P
البروتين السكري-P أو البروتين السكري-بّي (البروتين السكري النفوذ) يعرف أيضًا بالبروتين المقاوم الدوائي المتعدد 1 (MDR1) أو العضو 1 من عائلة الفرعية كاسيت الرابطة لل ATP (ABCB1) أو عنقود التمييز 243 (CD243)، هو بروتين مهم للأغشية الخلوية يضخ الكثير من المواد الغريبة إلى خارج الخلايا. وهو مضخة تدفق معتمدة على الـ ATP ذات نوعية عالية للركيزة. توجد لدى الحيوانات، والفطور، والجراثيم، ومن المحتمل أن تكون قد تطورت كآلية دفاعية ضد المواد الضارة.
يُعبَّر عن البروتين السكري-P ويتوزع بكثافة في الظهارة المعوية حيث يضخ المواد الغريبة حيويًا (مثل السموم والأدوية) مجددًا إلى داخل لمعة الأمعاء، وفي الخلايا الكبدية حيث يضخها إلى الصفراء، وفي خلايا النبيب القريب للكلية حيث يضخها إلى الرشاحة البولية (في النبيب القريب)، وفي الخلايا البطانية للشعيرات المكوّنة للحاجز الدموي الدماغي والحاجز الدموي الخصوي حيث يضخها مرة أخرى إلى داخل الشعيرات.
البروتين السكري-P هو بروتين سكري يُرمَّز لدى البشر بالمورثة ABCB1. البروتين السكري-P هو ناقل ABC مميز (ينقل ركائز مختلفة عبر الأغشية الداخل خلوية والخارج خلوية) من العائلة الفرعية MDR/TAP. ينقص الإفراز الطبيعي للمواد الغريبة حيويًأ مرة أخرى إلى داخل لمعة الأمعاء بواسطة الحركية الدوائية للبروتين السكري-P كفاءة بعض الأدوية الصيدلانية (والتي يطلق عليها ركائز إن البروتين السكري-P). بالإضافة إلى ذلك، تُعبِّر بعض الخلايا السرطانية أيضًا عن كميات كبيرة من البروتين السكري-P ما يؤدي إلى تضخيم هذا التأثير وجهل هذه السرطانات ذات مقاومة دوائية متعددة. تثبط العديد من الأدوية البروتين السكري-P، ويحدث ذلك بشكل عرضي عادة وليس كآلية عمل رئيسية لها، وكما تفعل ذلك بعض الأغذية. يمكن أن تُدعَى أي مادة مماثلة أحيانًا بمثبط البروتين السكري-P.
اكتشِف فيكتور لينغ البروتين السكري-P عام 1971.

## المورثة
وجدت مراجعة عام 2015 حول تعدد أشكال ABCB1 أن تأثير تنوع ABCB1 على التعبير عن البروتين السكري-P (RNA المرسال والتعبير البروتيني) و/أو نشاطه في الأنسجة المختلفة (على سبيل المثال، الكبد، والأمعاء، والقلب) قليل على ما يبدو. رغم أن تعدد أشكال ABCB1 وأنماطه الفردانية ارتبطت بالتغيرات في الميل للدواء والاستجابة له، يشمل ذلك أحداثًا وخيمة لركائز ABCB1 المختلفة على أعراق مختلفة، كانت النتائج متضاربة بشكل كبير، وكانت الدلائل في النتائج السريرية محدودة.

## البروتين
البروتين السكري-P هو بروتين سكري عابر للغشاء وزنه الجزيئي 170 ألف دالتون، منها 10 – 15 ألف دالتون من الغليكوزيل المرتبط بالنهاية N. يحوي النصف الحاوي على النهاية N من الجزيء 6 أطر عابرة للغشاء، متبوعة بإطار سيتوبلازمي كبير وموقع رابط لل ATP يبدي تشابهًا بالحموض الأمينية يزيد عن 65% مع النصف الأول من عديد الببتيد. في 2009، حُلَ لغز البنية الأولى للبروتين السكري-P للثدييات (3G5U). اشتقت البنية من منتج المورثة MDR3 لدى الفئران والذي يُعبَّر عنه بصورة متغايرة لدى خميرة Pichia pastoris. بنية البروتين السكري-P لدى الفئران مشابهه لبنيته في ناقل ABC الجرثومي MsbA (3B5W and 3B5X) والذي يأخذ توجّهًا داخليًا يُعتقَد أنه مهم من أجل ربط الركيزة مع الوريقة الداخلية من الغشاء الخلوي. حُلَّ لغز البنيات الإضافية (3G60 and 3G61) للبروتين السكري-P أيضًا بكشف مواقع رابطة لركيزتين/مثبِطين ببتيديين حلقيين مختلفين. يصطف التجويف غير الشرعي الرابط للبروتين السكري-P مع سلاسل جانبية من الحموض الأمينية الأروماتية (العطرية). من خلال محاكاة الديناميكية الجزيئية، ثبت أن لهذا التسلسل تأثير مباشر على استقرار بنية الناقل (في الأطر الرابطة للنيكليوتيد) ووضع حدود دنيا للتجويف الداخلي الرابطة للدواء.

## الأنواع، والنسيج، والتوزع تحت الخلوي
يُعبَّر عن البروتين السكري-P بصورة مبدئية في بعض الأنماط الخلوية في الكبد، والبنكرياس، والكلية، والقولون، والصائم. كما يوجد البروتين السكري-P أيضًا في الخلايا البطانية للأوعية الشعرية في الدماغ.

## الوظيفة
تدخل ركائز البروتين السكري-P إما من فتحة في الوريقة الداخلية للغشاء الخلوي أو من فتحة في الجانب السيتوبلازمي من البروتين. يرتبط ATP بالجانب السيتوبلازمي من البروتين. بعد ارتباط كل منهما، ينقل هيدرولاز ATP الركيزة إلى موقع تُفرَز منه إلى خارج الخلية. يحدث تحرر الفوسفات (من جزيء ATP الأصلي) بالتزامن مع إفراز الركيزة. يُحرَّر ADP، ويرتبط جزيء جديد من بالموقع الثانوي الرابط للـATP. يُعاد البروتين إلى وضعه السابق بتأثير الهيدرولاز، ويحرر ADP، وجزيء الفوسفات، حتى تبدأ العملية مرة أخرى.
ينتمي البروتين إلى فوق عائلة نواقل (ABC) كاسيت الرابطة للـ ATP. تنقل بروتينات ABC جزيئات متنوعة عبر الأغشية الخلوية الداخلية والخارجية. تُقسَم مورثات ABC إلى 7 عائلات فرعية متميزة (ABC1, MDR/TAP, MRP, ALD, OABP, GCN20, White). هذا البروتين عضو من العائلة الفرعية MDR/TAP. تُتهَم أغشية العائلة الفرعية MDR/TAP بإحداث المقاومة الدوائية المتعددة.
البروتين السكري-P هو مضخة تدفّق دوائية معتمدة على الـ  ATPمن أجل مركبات غريبة حيويًا ذات نوعية عالية للركيزة. يكون مسؤولًا عن نقص تراكم الدواء في الخلايا ذات المقاومة الدوائية المتعددة، وغالبًا ما يتوسط تطور مقاومة للأودية المضادة للسرطان. يعمل هذا البروتين أيضا كناقل في الحاجز الدموي الدماغي. ترتبط الطفرات في هذه المورثة بالمقاومة للكولشيسين والداء المعوي الالتهابي 13.  يؤدي الربط البديل واستخدام المعززات البديلة إلى حدوث نسخ متعددة عن المتغيرات.
تتضمن ركائز نواقل البروتين السكري-P عبر الأغشية الخلوية:
- أدوية مثل الكولشيسين، والديسلوراتادلين، والتاكروليموس، والكينيدين.
- أدوية كيمائية مثل مثبطات التوبوإيزوميراز (مثل إيتوبوسايد ودوكسوروبيسين)، والأدوية التي تستهدف النبيبات الدقيقة (مثل الفينبلاستين)، ومثبطات التيروزين كيناز (مثل غيفينتيب وسنتتينيب).
- الليبيدات.
- المواد الغريبة حيويًا.
- الببتيدات.
- البيلروبين.
- الغليكوزيدات القلبية مثل الديجوكسين.
- الأدوية المثبطة للمناعة.
- الهرمونات القشرية السكرية مثل الديكساميتازون.
- الأدوية المضادة لفيروس HIV نمط 1 مثل مثبطات البروتياز، ومثبطات أنزيم النسخ العكسي.

قدرته على نقل الركائز المذكورة في الأعلى تعتبر مسؤولة عن الكثير من الأدوار التي يلعبها البروتين السكري-P، وتتضمن:
تنظيم توزع الأدوية وتوافرها الحيوي
§       قد تؤدي زيادة التعبير المعوي عن البروتين السكري-P إلى نقص امتصاص الأدوية التي تشكّل ركائز للبروتين السكري-P، وبالتالي يحدث زيادة في توافرها الحيوي، دون أن تبلغ تراكيزها البلازمية العلاجية. بالمقابل، قد تحدث تراكيز بلازمية فوق علاجية وسمية دوائية بسبب نقص البروتين السكري-P.
§       يؤدي النقل الخلوي الفعال للأدوية المضادة للأورام إلى حدوث مقاومة دوائية متعددة لهذا الأدوية.
- إزالة المستقلبات السمية والمواد الغريبة حيويًا من الخلايا وطرحها مع البول، والصفراء، وفي لمعة الأمعاء.
- نقل المركبات إلى خارج الدماغ عبر الحاجز الدموي الدماغي.
- منع دخول الإيفراميكتين واللوبيراميد إلى الجهاز العصبي المركزي.
- هجرة الخلايا المتغصنة.
- حماية الخلايا الجذعية المولّدة للدم من السموم.

تثبطه أدوية عديدة مثل الأميودارون، والأزيثرومايسين، والكابتوبريل، والكلاريثرومايسين، والسيكلوسبورين، والبيبرين، والكيرسيتين، والكينيدين، والكينين، والريسبيرين، والريتونافير، والتاريكوادير، والفيراباميل.